# Calosoma fischeri
Calosoma fischeri is een keversoort uit de familie van de loopkevers (Carabidae). De wetenschappelijke naam van de soort is voor het eerst geldig gepubliceerd in 1842 door Fischer.
De kever wordt 17-21 millimeter lang.
De soort komt voor in het midden en zuidwesten van Mongolië.